# Juri Wladimirowitsch Koschelenko
Juri Wladimirowitsch Koschelenko (russisch Юрий Владимирович Кошеленко; * 23. September 1963 in Rostow am Don, Sowjetunion) ist ein russischer Extrembergsteiger.

## Werdegang
Juri Koschelenko belegte ein Studium der Landwirtschaft in seiner Geburtsstadt und war ein Schüler des indischen Gurus Sri Chinmoy.
1982 trat er zu der Sektion des Alpinclubs Spartak. Seine Erste schwierige Besteigung war 1988 der Aksu von der Ostseite. 1992 wurde er Mitglied des Area Mountain Federation Team. Seit 1994 ist er Foreman des Sports und seit 1997 International Foreman of Sport. 1998 wurde er nach der Punktzahl der beste Bergsteiger von Russland. 2003 wurde er für Besteigung des Nuptse Shar I mit dem Piolet d’Or Ausgezeichnet.

## Besteigungen
| Jahr | Berg, Höhe  | Route              |
| ---- | ----------- | ------------------ |
| 1990 | Dombay Main | Korotkovs Route    |
| 1993 | Bashkara    | Livshits Route     |
| 1994 | 4810        | Vedernikov Route   |
| 1994 | Mt.Chatyn   | Myshliaev Route    |
| 1995 | Mt.Shkhelda |                    |
| 1997 | Mt.Shkhelda | Vedernikov's route |

| Jahr | Berg, Höhe              | Route           |
| ---- | ----------------------- | --------------- |
| 1993 | Mt. Ushba               | Kustovski Route |
| 1994 | 4240                    | Moroz Route     |
| 1995 | 4810                    | Klenov Route    |
| 1996 | Aksu                    | Moshnikov Route |
| 1997 | Troll Wall, Norwegen    | Russische Route |
| 1998 | Petit Dru               | Lena Route      |
| 1998 | Bhagirathi III (6454 m) | West Seite      |

| Jahr | Berg, Höhe                     | Route          |
| ---- | ------------------------------ | -------------- |
| 1999 | Karakorum (6284 m)             | Russischer Weg |
| 2001 | Kangshung-Wand (8414)          | Lhotse Middle  |
| 2003 | Nupste East, Himalaya (7804 m) | SO-Grat        |